# Haukak (Arjeplogs socken, Lappland)
Haukak är en sjö i Arjeplogs kommun i Lappland och ingår i Piteälvens huvudavrinningsområde. Sjön har en area på 0,0723 kvadratkilometer och ligger 503,2 meter över havet. Haukak ligger i Tjeggelvas Natura 2000-område. Sjön avvattnas av vattendraget Rissajåkkå.

## Delavrinningsområde
Haukak ingår i det delavrinningsområde (739735-158351) som SMHI kallar för Inloppet i Mätjaure. Medelhöjden är 626 meter över havet och ytan är 14,92 kvadratkilometer. Det finns ett avrinningsområde uppströms, och räknas det in blir den ackumulerade arean 41,72 kvadratkilometer. Rissajåkkå som avvattnar avrinningsområdet har biflödesordning 2, vilket innebär att vattnet flödar genom totalt 2 vattendrag innan det når havet efter 273 kilometer. Avrinningsområdet består mestadels av skog (82 procent). Avrinningsområdet har 0,2 kvadratkilometer vattenytor vilket ger det en sjöprocent på 1,4 procent.